# Mbala (peuple)
Pour les articles homonymes, voir Mbala.
Les Mbalas sont une population de langue bantoue d'Afrique centrale, vivant en république démocratique du Congo, dans la province du Bandundu et celui du Luiza. Au Bandundu, les Mbala occupent particulièrement les secteurs de Bindungi, Kinzenga, Kinzenzengo, Kipuka, Kitoy, Kwilu-Kimbata, Lunungu, Masi-Manimba, Mikwi, Mokamo, Mosango, Kwenge, Nko, Pay Kongila, Wamba-Fatundu, Kolokoso, Manzasayi et Sungu tandis que  dans l'ancienne province du Kasaï occidental, ils sont établis le territoire de Luiza. Les Mbala font partie de la branche Lunda - Tshokwe qui est une subdivision de l’ethnie Lunda. Ils sont entrés vers 1891 au Bandundu en provenance de l'Angola en petite vague dont une partie se dirigea vers le Kasaï occidental depuis la province de Lunda Norte en Angola qui furent appelés par leurs ascendants lors de la pérégrination « Banza e Lunda ». Les Mbala vivant au Bandundu cohabitent avec nombres tribus d'origine diverse influençant ainsi leur dialecte d'après les régions et utilisent le Kikongo comme langue de communication qui fut imposée par l'État - colon belge mais leur langue atteste le substratum Luba malgré des influences des peuples (tribus)  environnants et ceux du Kasaï occidental parlent le dialecte Mbala et le Tshiluba comme langue de communication.

## Ethnonymie
Selon les sources et le contexte, on observe plusieurs formes : Ambala, Apeenzi, Bala, Bambala, Ba Mbala, Bampem, Bapeenzi, Bapene, Gimbala,  
Mbalas, Mu Mbala, Rumbala.

## Langues
Leur langue est le mbala (ou gimbala, rumbala), une langue bantoue dont le nombre de locuteurs était estimé à 200 000 en 1972. Le kituba est également utilisé.

## Culture

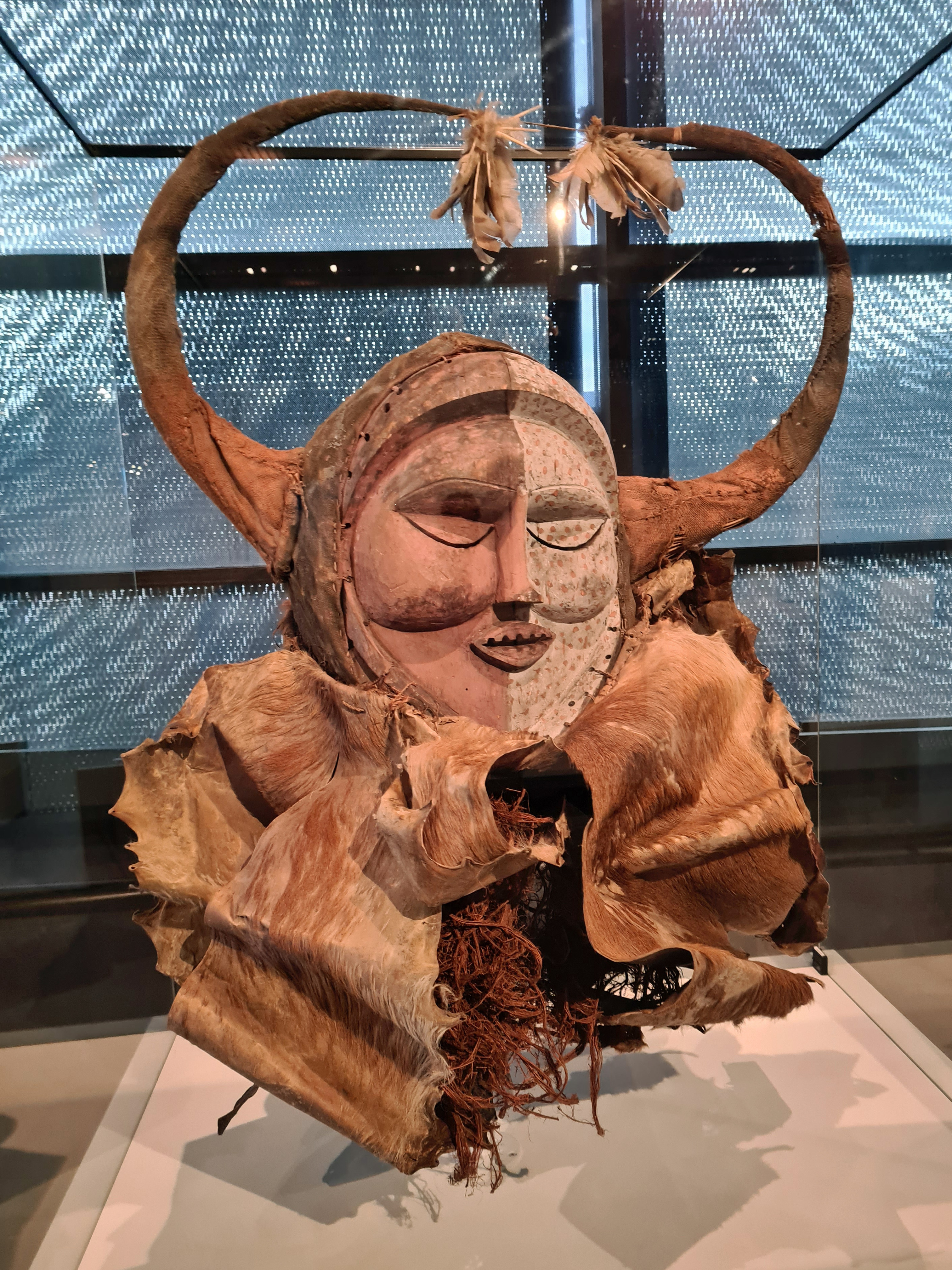
Grand masque[3].
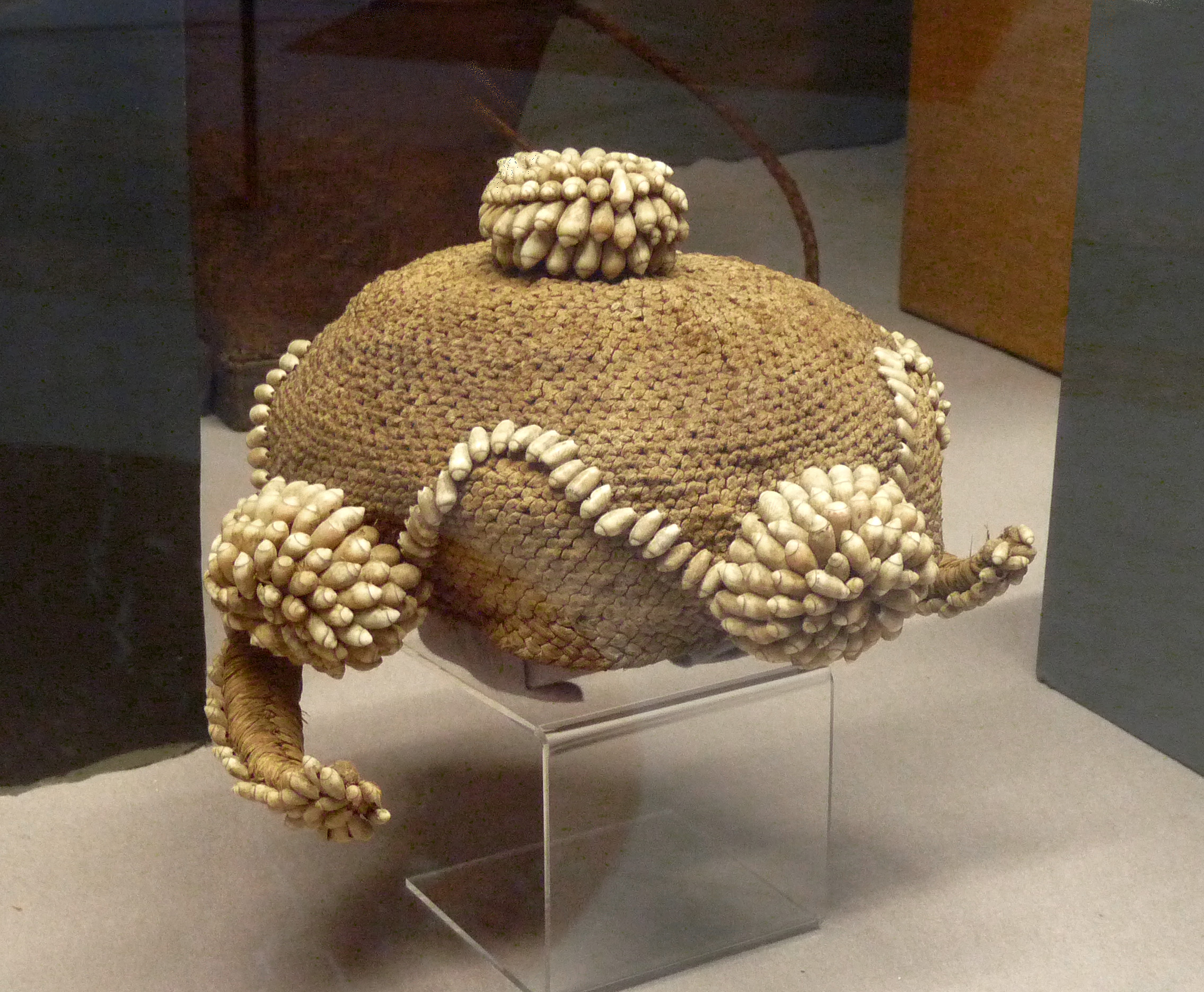
Bonnet de chef en raphia tressé orné de coquillages
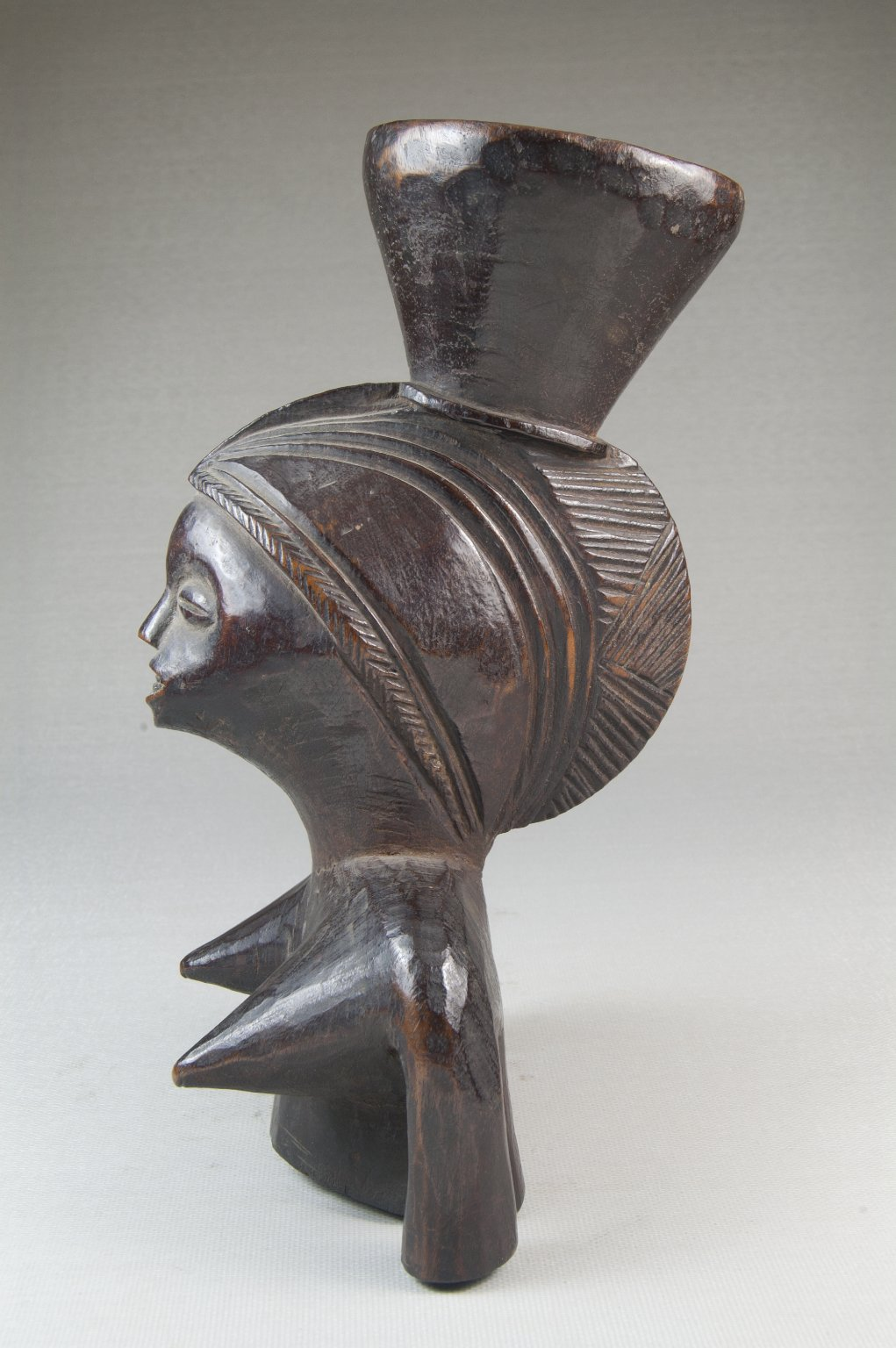
Mortier anthropomorphe[4].
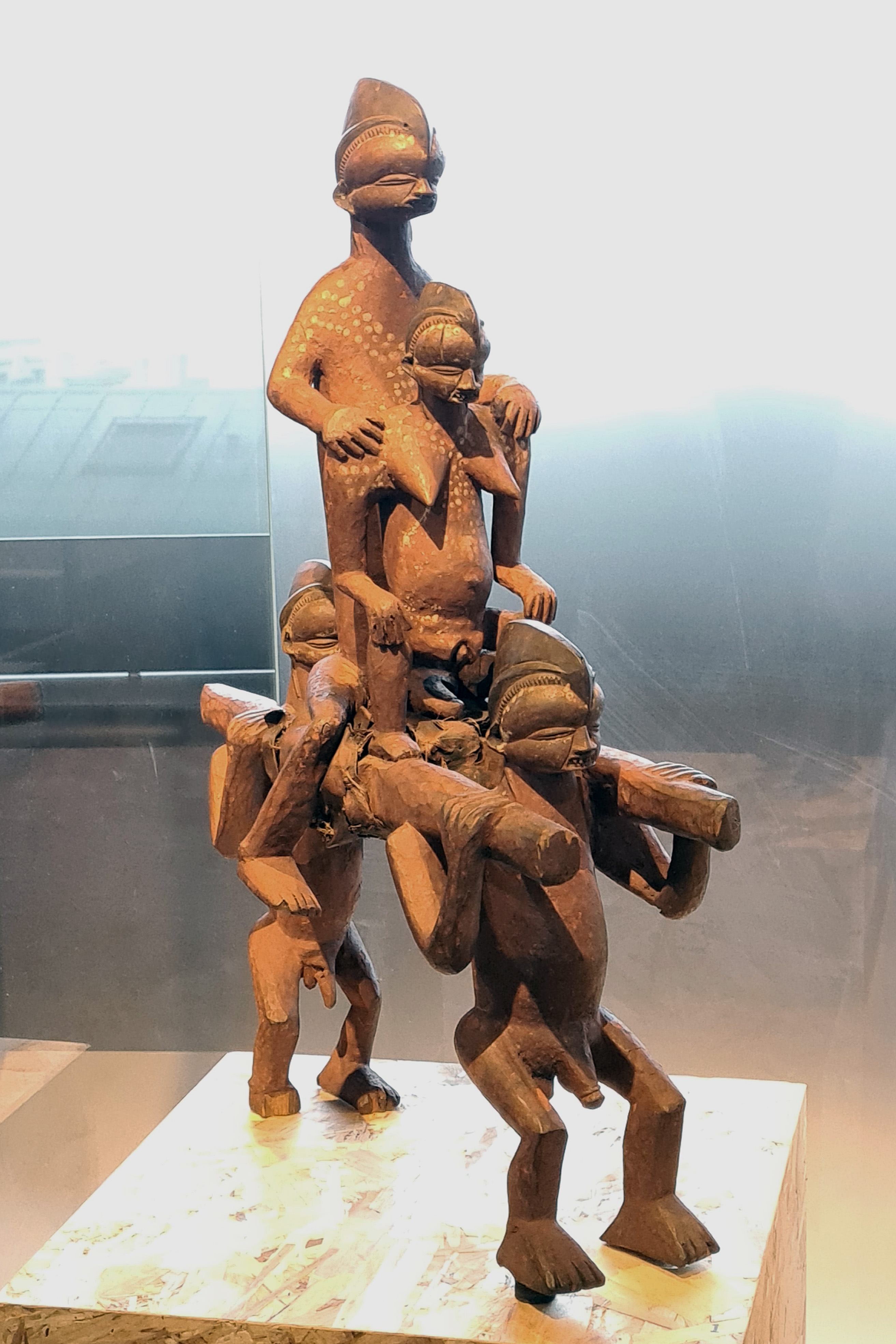
Groupe sculpté[5].
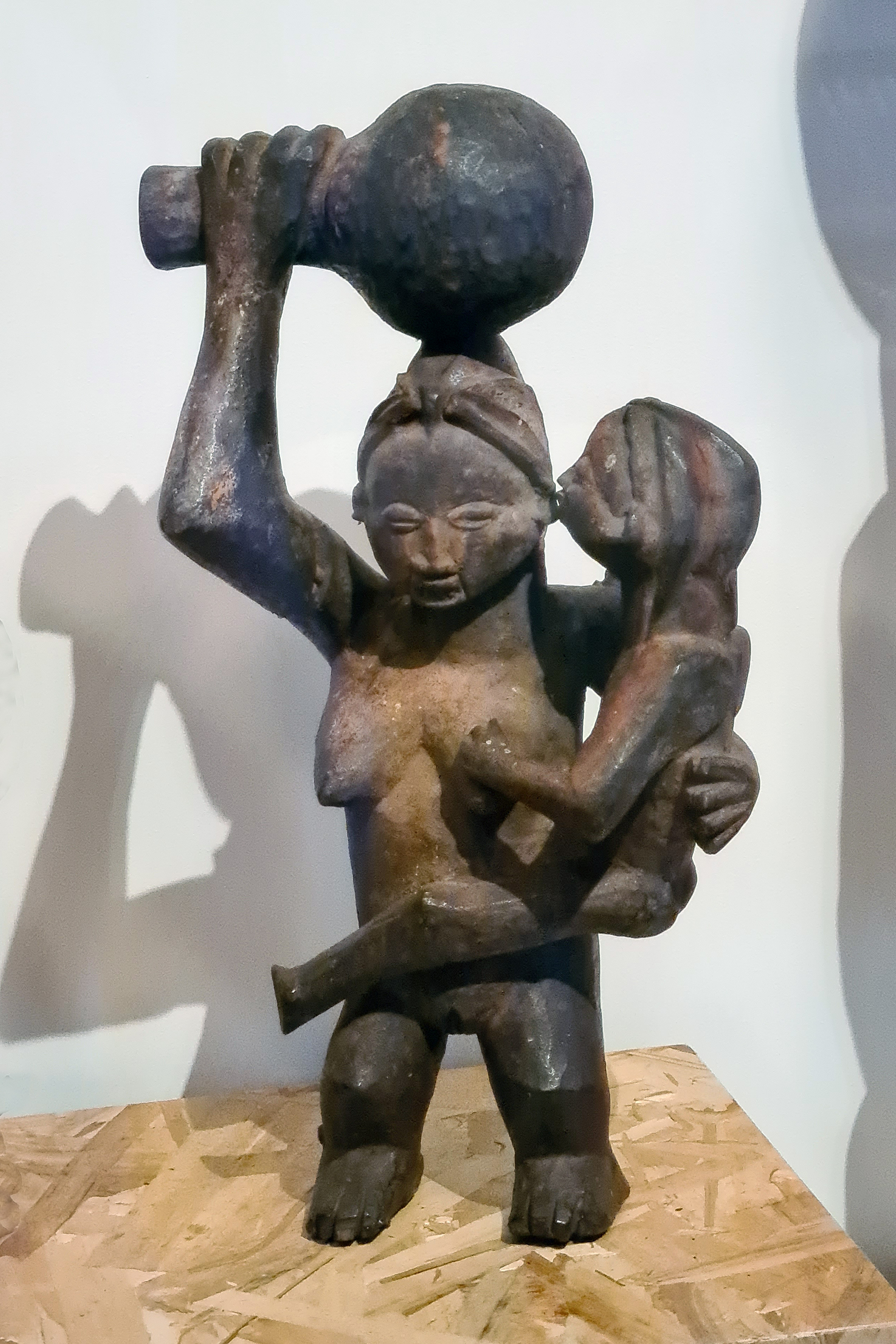
Statuette pindi féminine[3].
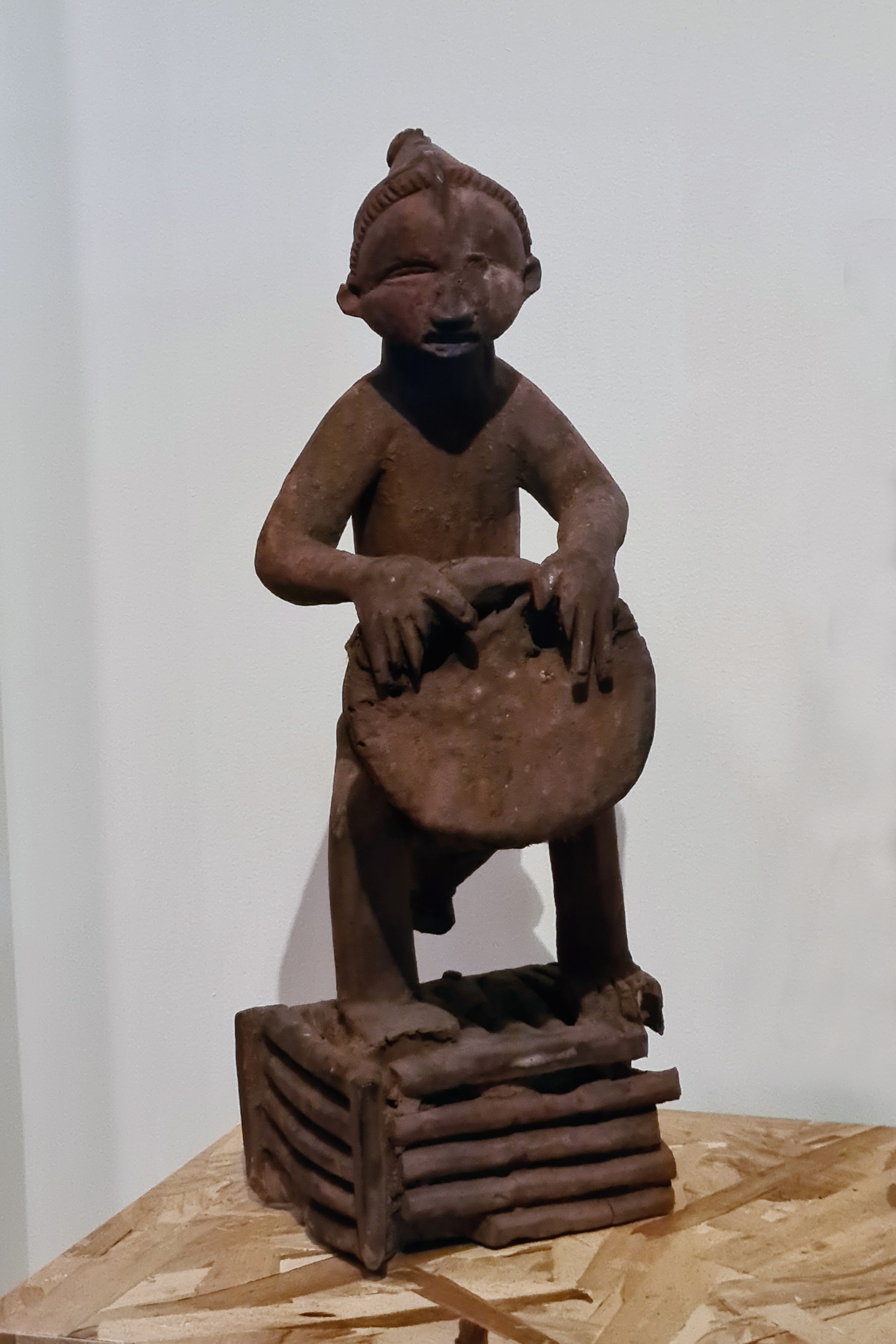
Statuette pindi masculine[3].
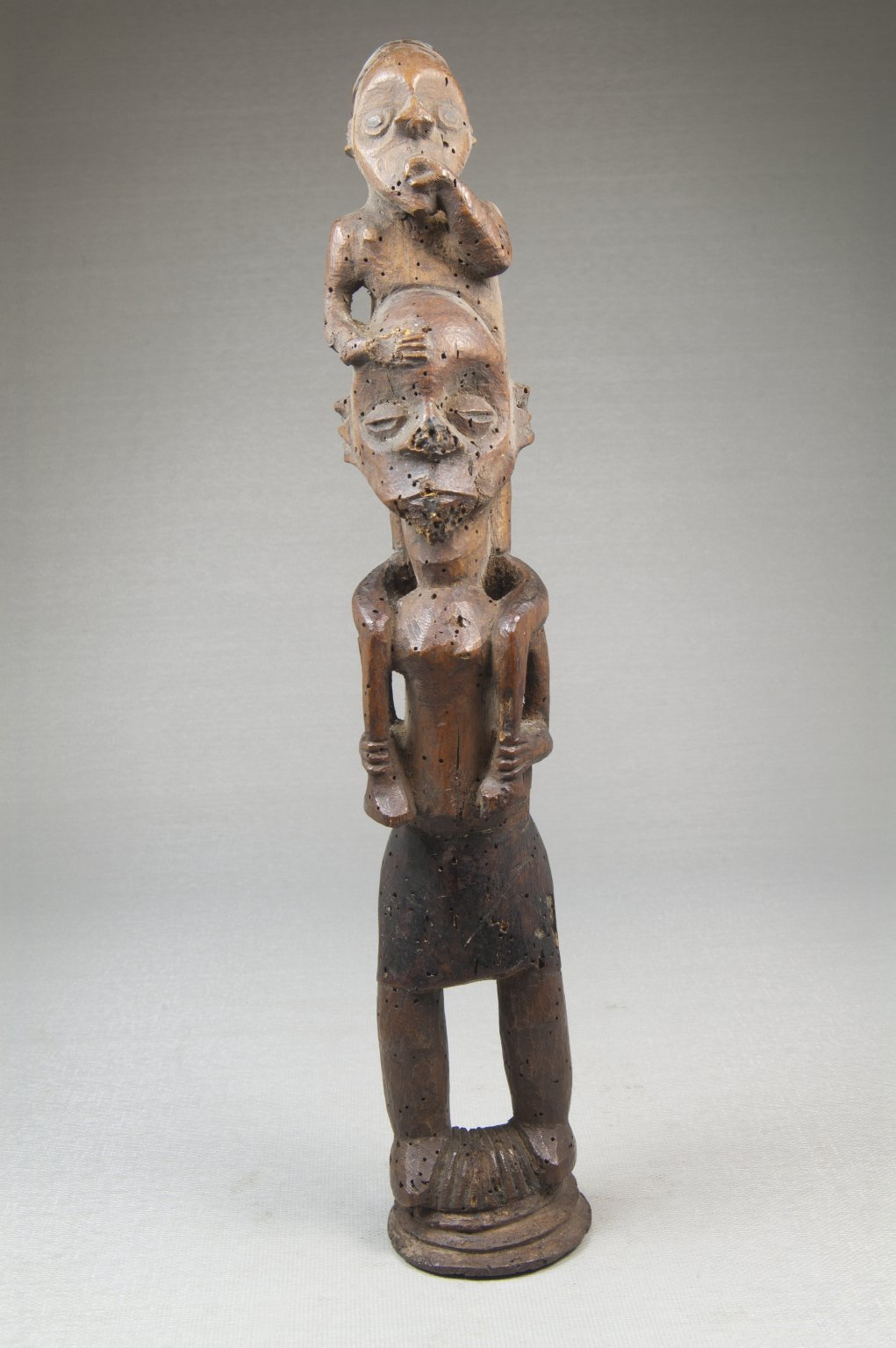
Figurine de porteur[4].
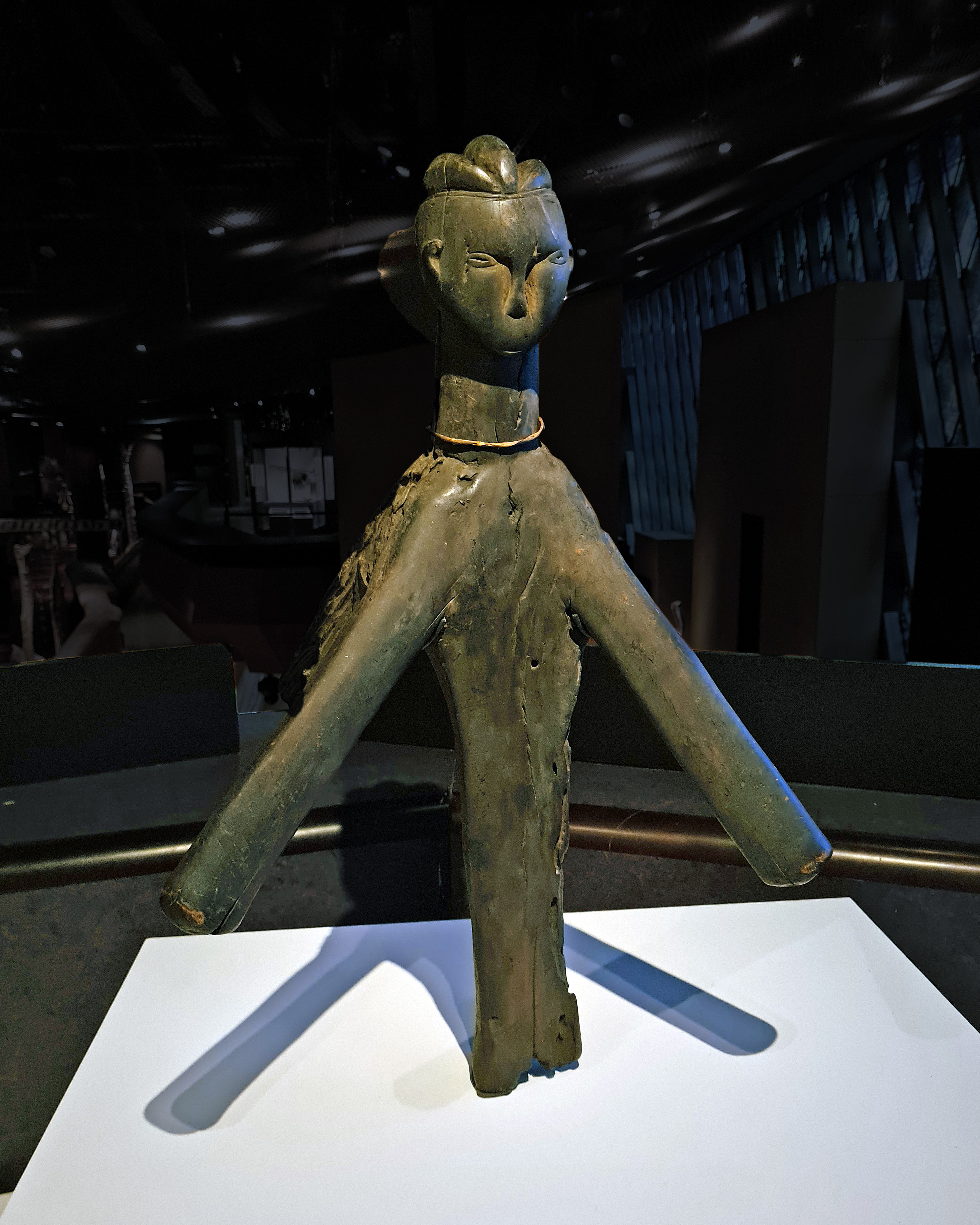
Appui-dos[5].
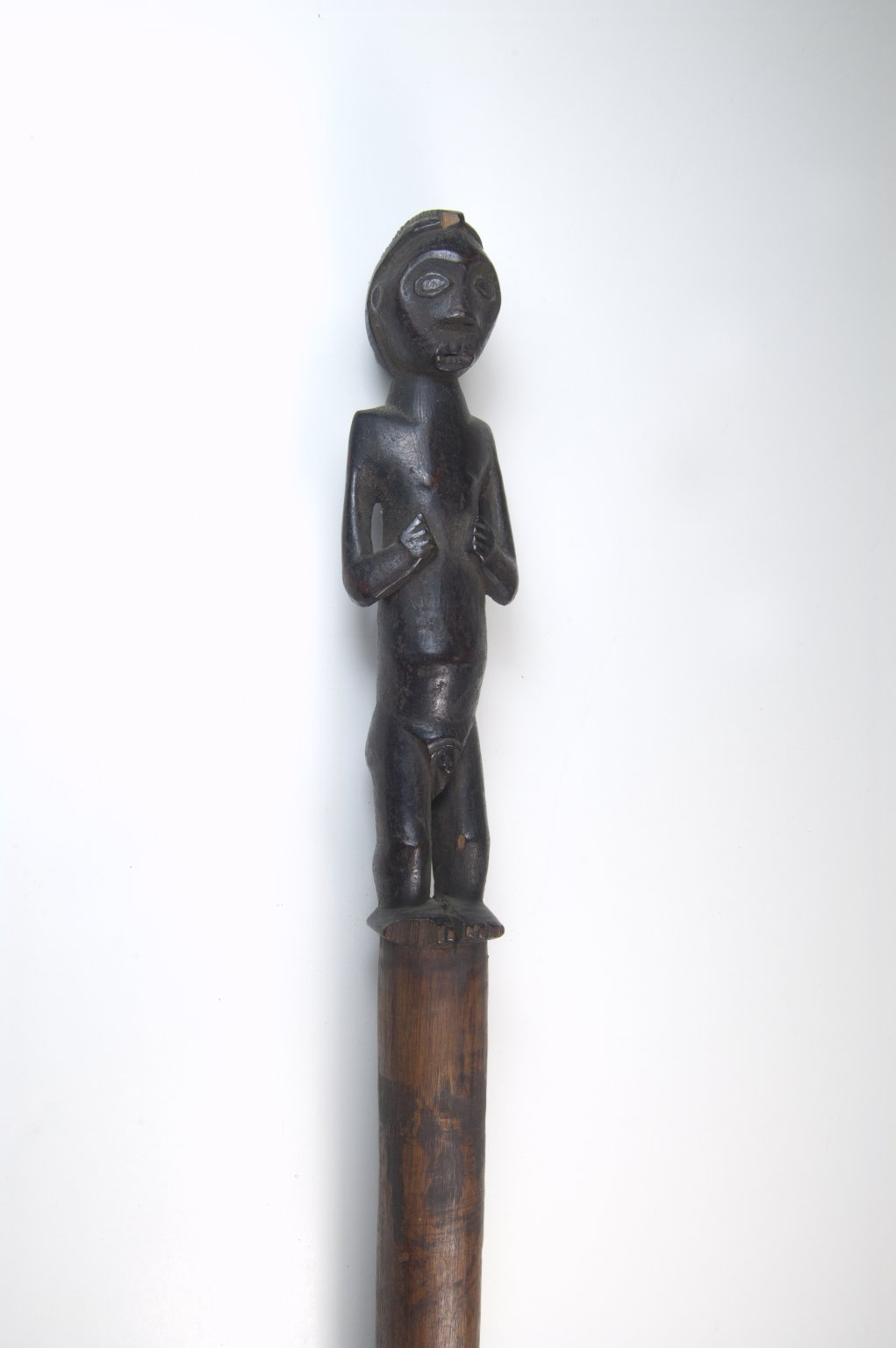
Baton à pommeau sculpté[4].

 Chasseur des animaux sauvages et non sauvages